# Gilet de haute visibilité
« Gilet jaune » redirige ici. Pour le mouvement social, voir Mouvement des Gilets jaunes.

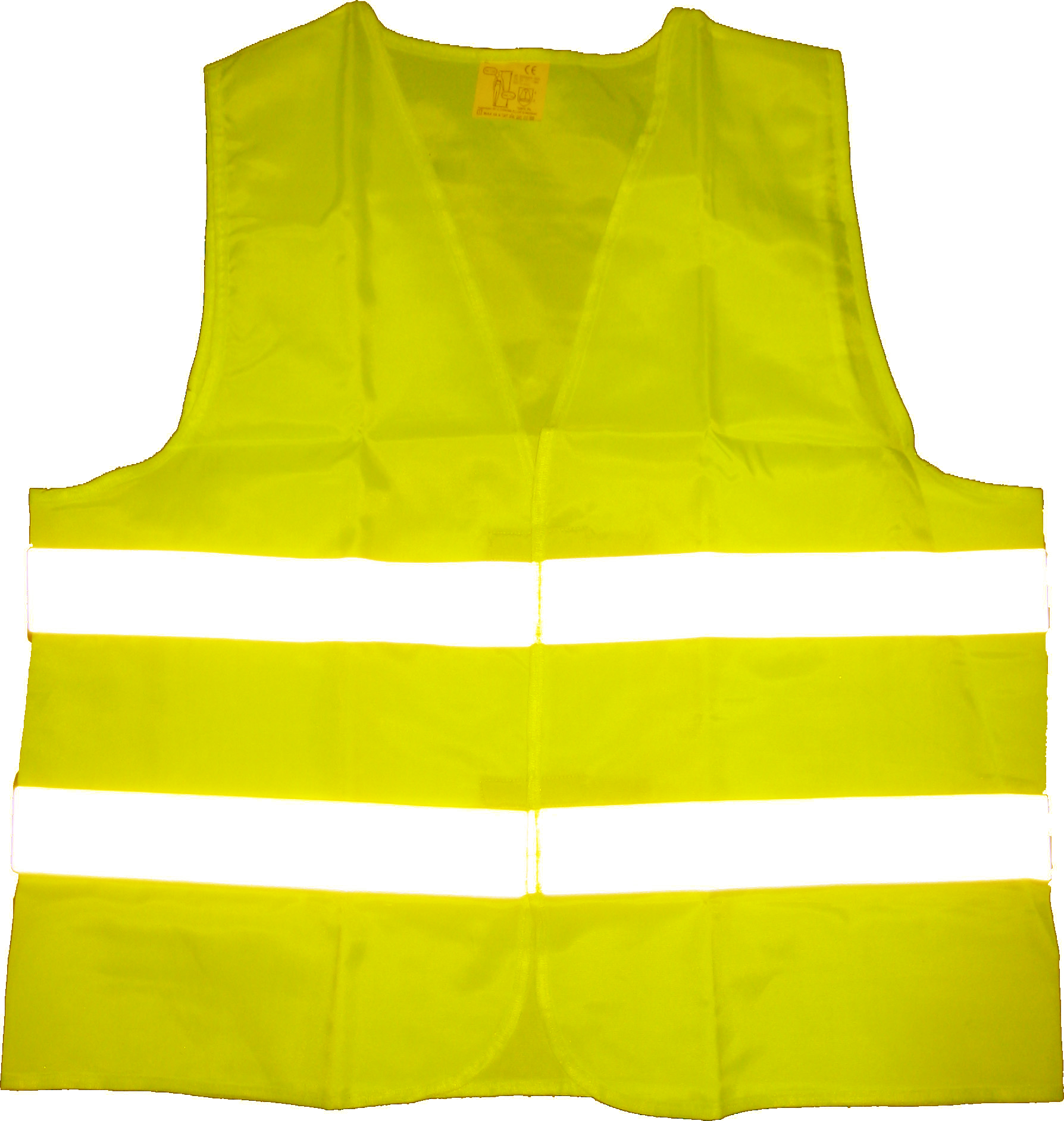
Un gilet haute visibilité, ne comportant que des bandes horizontales, limitées au nombre de deux.

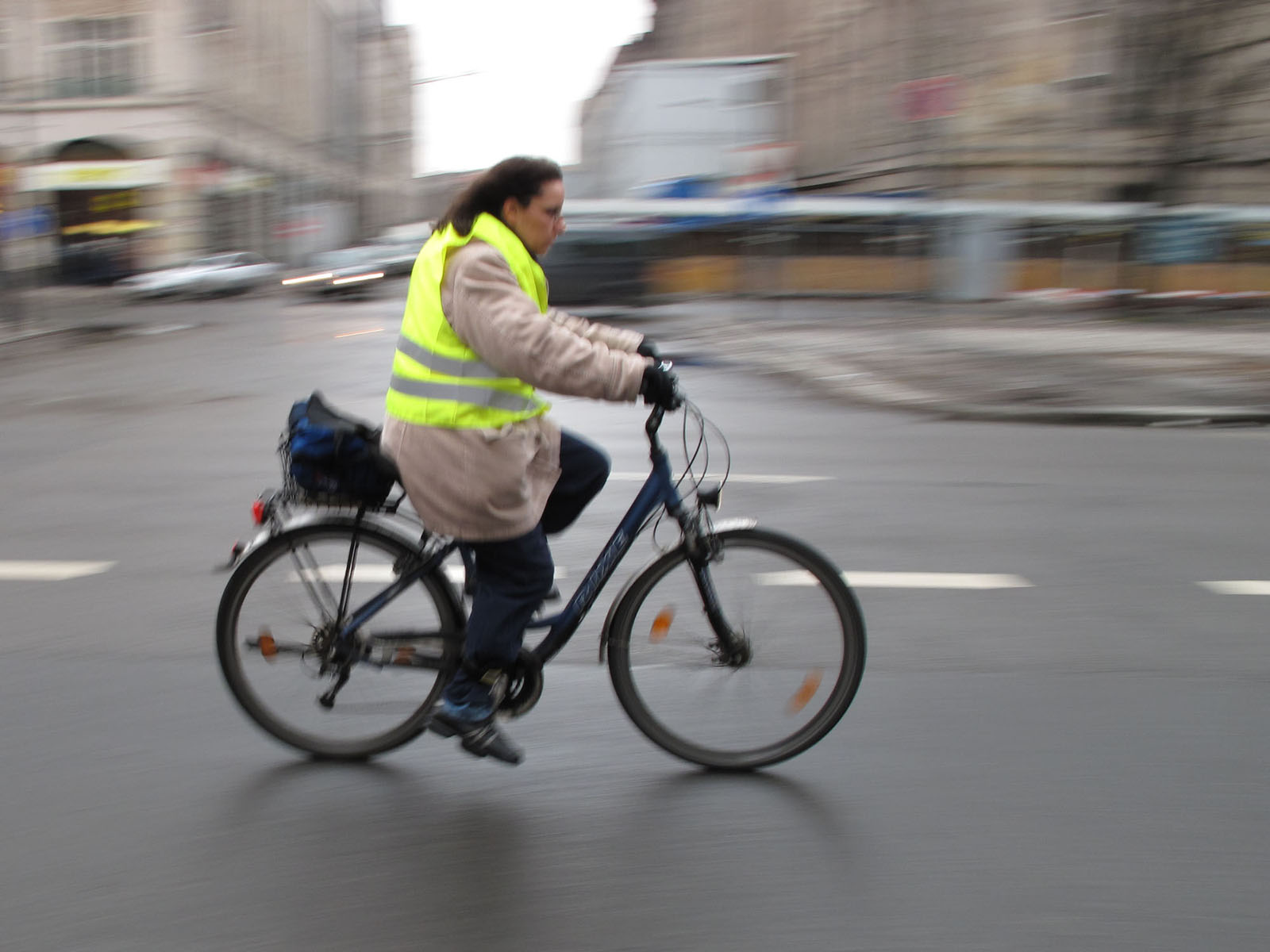
Cycliste en Allemagne.

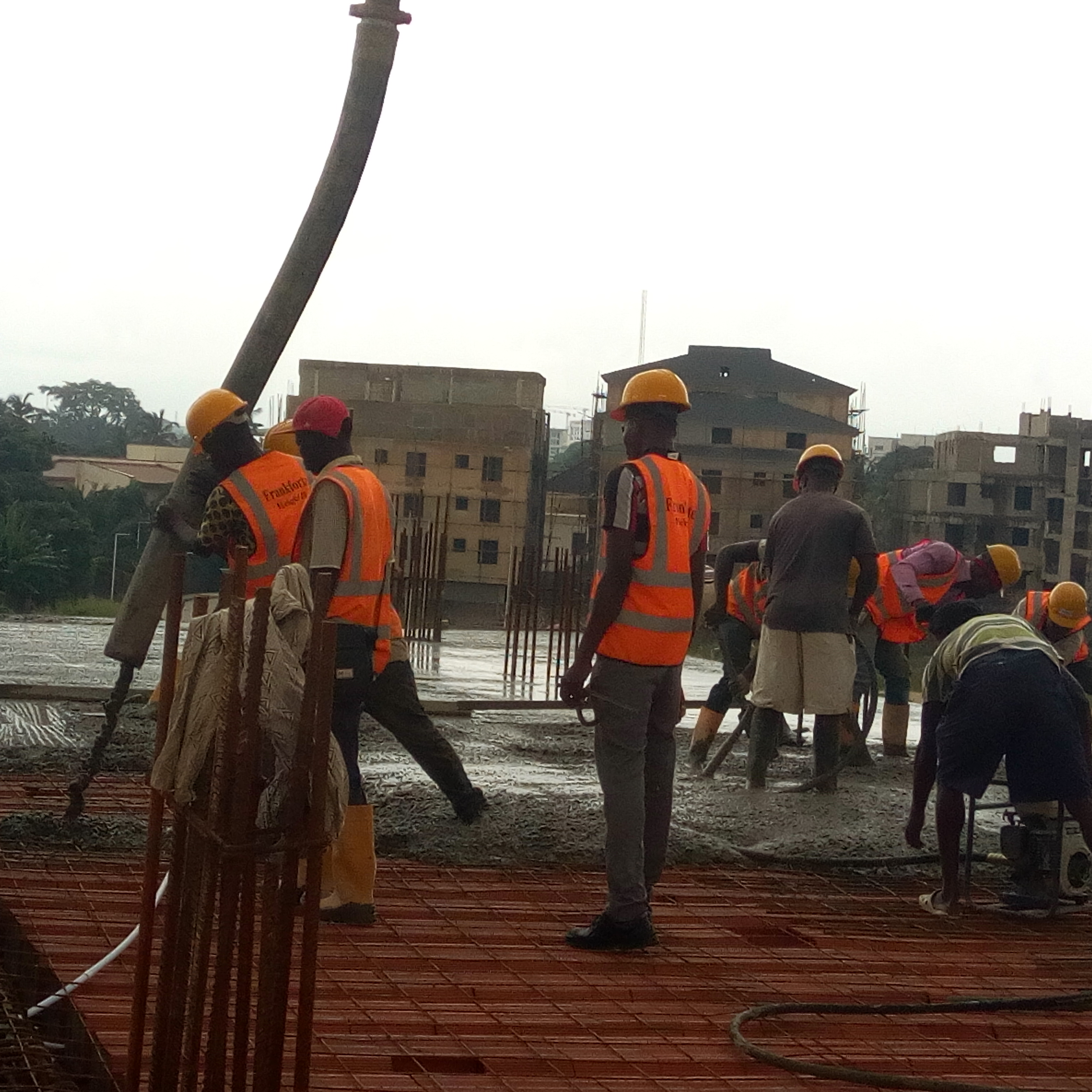
Ouvrier portant des gilets de sécurité lors du bétonnage du plancher d'un bâtiment.

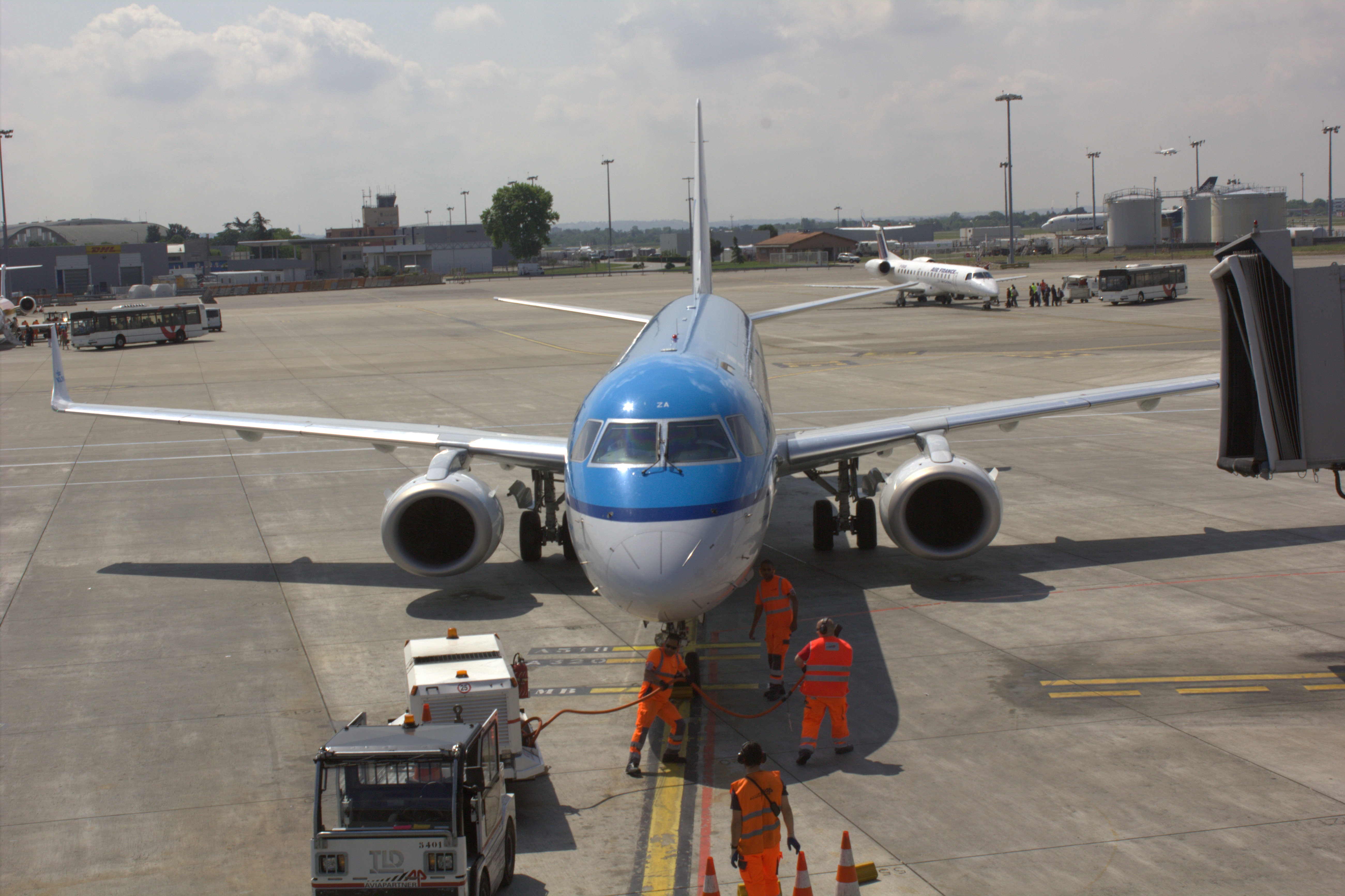
Personnel de l'aéroport vêtu de gilets orangés d'avertissement à l'occasion de la connexion d'une unité d'alimentation au sol à un aéronef.

Le gilet de haute visibilité (GHV) ou gilet de sécurité est un vêtement à haute visibilité considéré comme  équipement de protection individuelle (EPI), destiné à améliorer la visibilité d'une personne évoluant en bordure de chaussée en situation dangereuse ou sur un chantier. Bien que l'on parle d'un « gilet » ou d'une « chasuble », toutes sortes de vêtements couvrant le haut du corps peuvent remplir la même fonction – en reprenant largement les caractéristiques extérieures d'un vêtement à haute visibilité (couleurs fluorescentes, surfaces rétroréfléchissantes) : chemise, débardeur, tee-shirt, polo, sweat, pull, anorak, blouson, veste, parka, cape de pluie, combinaison (en) – sinon le gilet ou chasuble est à enfiler par-dessus ces autres vêtements.
Si ce type de vêtement existe en plusieurs couleurs, le jaune est le plus courant, au point que l'expression « gilet jaune »  [ʒile ʒɔn] est souvent utilisée pour désigner ces gilets de façon générique.

## Domaine d'utilisation
Cet équipement a pour fonction de renforcer la sécurité du personnel travaillant sur les chantiers routiers ou celle des usagers en situation d'arrêt d'urgence : la personne doit être mieux perçue par les autres usagers lorsqu'elle sort de son véhicule, y compris la nuit ou dans des circonstances de faible éclairement.

### Travail
Pour un article plus général, voir Vêtement à haute visibilité.
Dans le milieu laboral, le vêtement de haute visibilité est considéré comme un EPI. Les vêtements utilisés dans ce cadre peuvent ne pas être de simple gilet, mais offrir en plus une véritable fonction vestimentaire. Dans ce cadre, on parle de Vêtement à haute visibilité.

### Sur route
En 2014, en France, la moitié des piétons sont tués durant la saison où les nuits sont les plus longues. Le gilet de haute visibilité fait partie des moyens mis en œuvre pour augmenter la visibilité qui, sans gilet jaune, n'est que de 30 mètres, soit trois secondes à 36 km/h, deux secondes à 54 km/h ou une seconde à 108 km/h, alors qu'avec un gilet de visibilité elle est de 150 mètres, soit cinq fois plus élevée : quinze secondes à 36 km/h, ou cinq secondes à 108 km/h.
Dans le milieu routier, le gilet de sécurité est souvent inclus dans un kit de sécurité, au sein d'un ensemble d'équipements indispensables en cas d’accident.
Le kit de sécurité peut comprendre, suivant les pays et le type de véhicule :
- un ou plusieurs triangles de présignalisation,
- un ou plusieurs gilets de haute visibilité,
- un ou plusieurs extincteurs d’incendie,
- un coffret ou une trousse de secours.

## Historique
Le port du gilet de sécurité est obligatoire depuis longtemps pour le personnel présent sur les lieux d’un chantier, afin qu'il puisse être vu des usagers.
En 1989-1992, est entrepris l'harmonisation des normes nationales en une norme européenne.
L'obligation faite aux conducteurs de véhicules de porter cet équipement ne remonte en Europe qu’au début des années 2000 : en 2004 pour l’Italie, l’Espagne  et le Portugal, en 2005 pour l’Autriche, en 2007 pour la Belgique, en 2008 pour le Luxembourg et la France.

## Caractéristiques

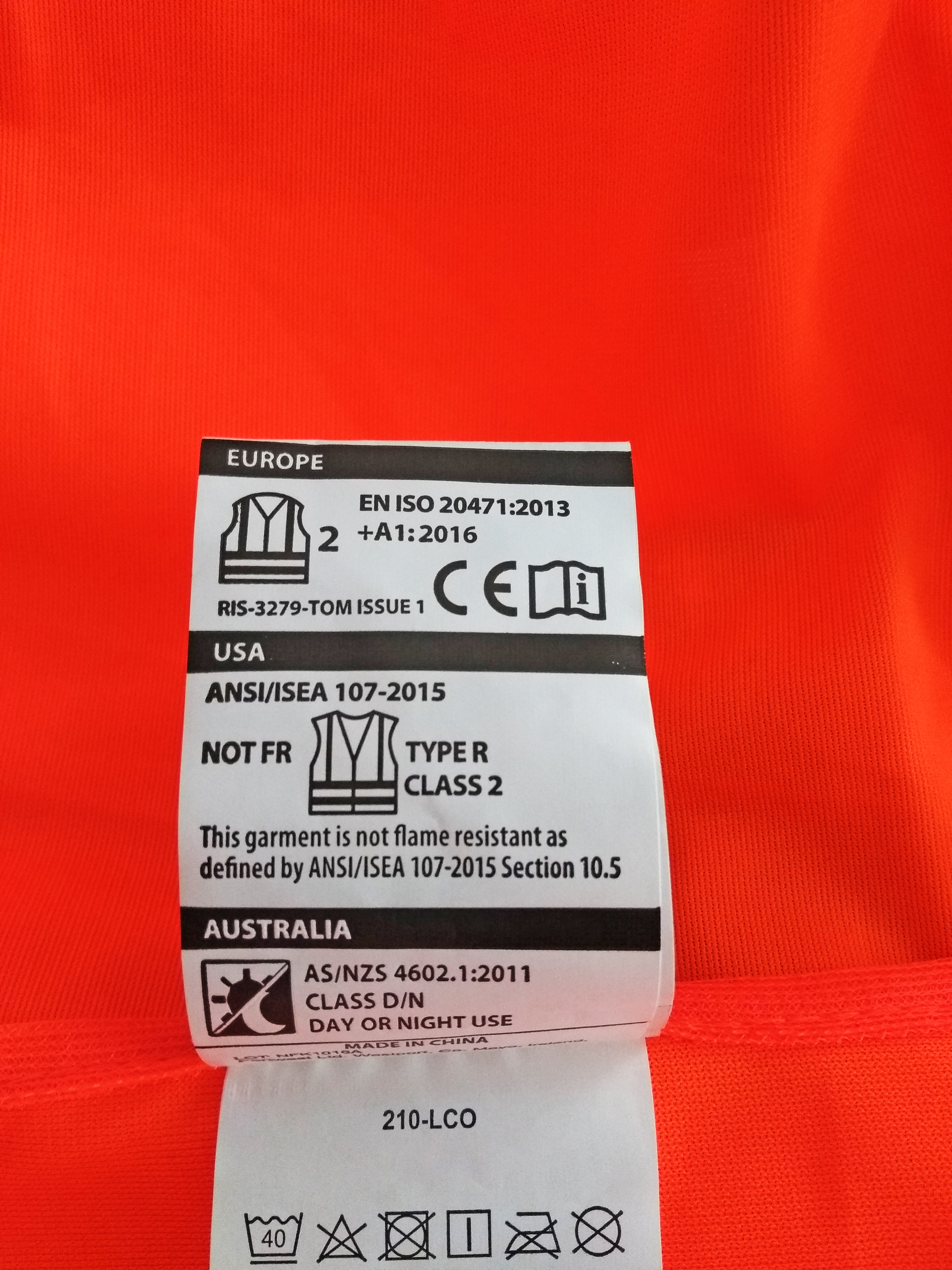
Marquage des caractéristiques de conformité de haute visibilité dans un gilet à deux bandes verticales et deux bandes horizontales :
EN ISO 20471:2013 (Europe/ISO)RIS-3279-TOM (UK Rail Industry Standard)
ANSI/ISEA 107-2015 (États-Unis)
AS/NZS 4602.1:2011 (Australie).

Le gilet de sécurité est fluorescent. Il est équipé de 2 à 4 bandes rétroréfléchissantes généralement de technologie micro billes.
Il doit être conforme à la réglementation en vigueur ISO 20471:2013. 
Du 1er juillet 1992 au 1er octobre 2013, la norme à respecter était la norme européenne EN 471 qui résultait de la directive 89/686/CEE du Conseil de l'Union européenne du 21 décembre 1989, concernant le rapprochement des législations des États membres relatives aux équipements de protection individuelle.  Il s'agissait d’une directive économique dite « nouvelle approche », qui fixait des exigences essentielles de santé et de sécurité. 
Si la campagne de communication de la Sécurité routière française mettant en scène le couturier Karl Lagerfeld a mis l'accent le gilet de couleur jaune fluorescent, les gilets de sécurité peuvent être de différentes couleurs (jaune, rouge ou orange). Les Italiens, par exemple, exigent que ces gilets soient de couleur… verte, orange ou rouge, oubliant le jaune.

## Réglementation et recommandations d'utilisation en Europe selon les pays

### Allemagne
Le gilet est obligatoire depuis le 1er juillet 2014.

### Autriche
Le gilet est obligatoire depuis le 1er mai 2005.

### Belgique
Avec l'arrêté royal du 7 janvier 2007,
le port d’une veste de sécurité rétro-réfléchissante devient obligatoire sur les autoroutes et routes pour automobiles pour tout conducteur d’un véhicule en panne qui est rangé à un endroit où l’arrêt et le stationnement sont interdits, dès qu’il sort de son véhicule.

### Espagne
Le gilet de sécurité réfléchissant est obligatoire à bord de tous les véhicules depuis 2017 ainsi que deux triangles de signalisation.

### France

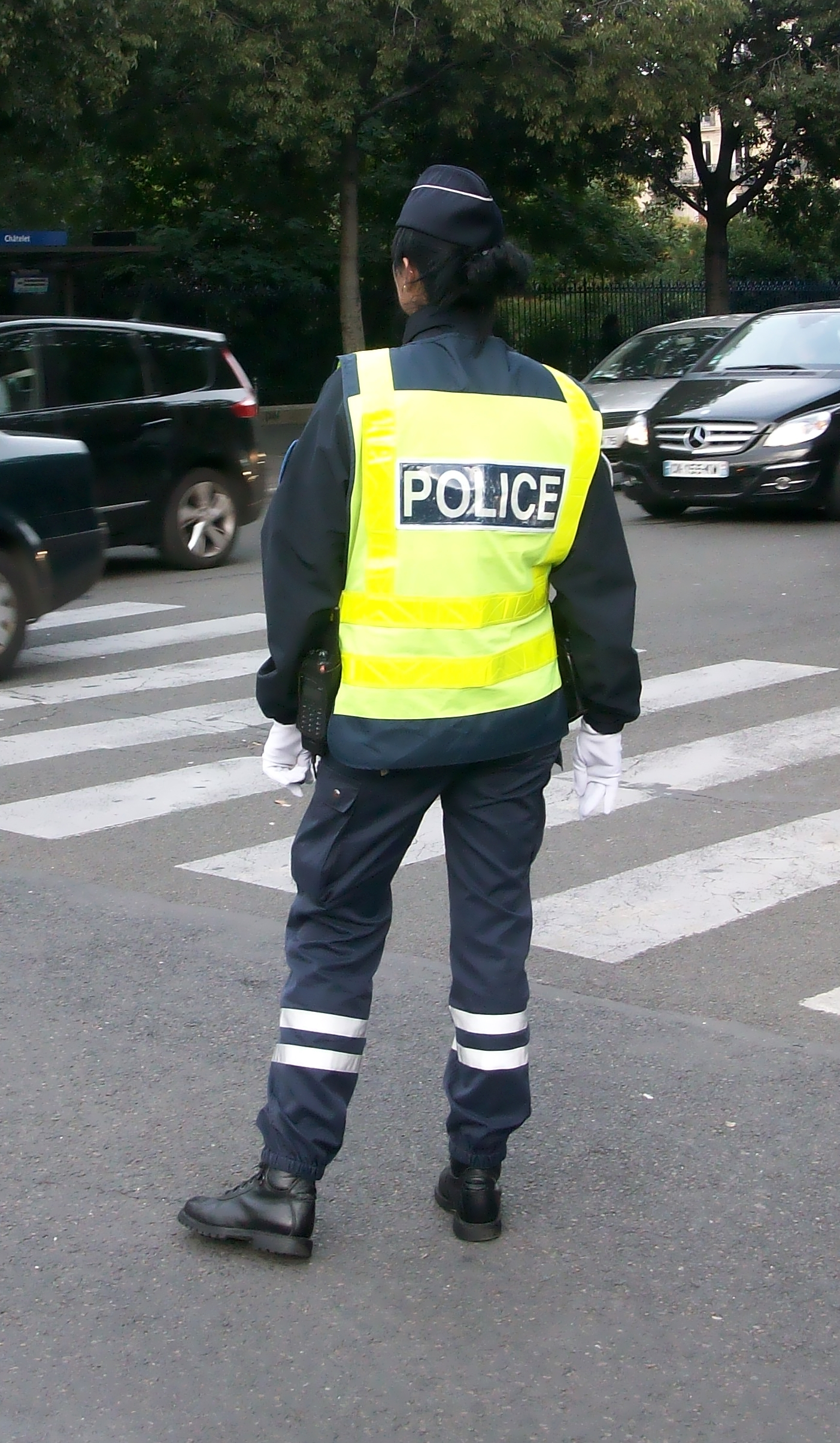
Agent de la police nationale à Paris.

Selon le code de la route, « le conducteur doit revêtir un gilet de haute visibilité conforme à la réglementation lorsqu’il est amené à quitter un véhicule immobilisé sur la chaussée ou ses abords à la suite d’un arrêt d’urgence,. Dans le cadre de cet article, « est considéré comme gilet tout vêtement porté sur le haut du corps tel que veste, parka, gilet, chemise ou chasuble ».
En circulation, le conducteur doit disposer de ce gilet à portée de main. Lorsqu’il conduit un véhicule à deux ou trois roues à moteur ou un quadricycle à moteur non carrossé, il doit disposer de ce gilet sur lui ou dans un rangement du véhicule. »
Selon la Direction générale de la concurrence, de la consommation et de la répression des fraudes, le gilet doit être fluorescent, de couleur orange, jaune, vert, rose, rouge, jaune-vert, jaune-orange, ou orange-rouge ; il doit également posséder une capacité de rétroréflexion.
Depuis septembre 2016, le port du gilet est obligatoire pour les conducteur ou passager de cycles circulant hors agglomération, lorsque les conditions de visibilité l'exigent (nuit, brouillard, etc.)
En cas de non port du gilet lorsque requis, une contravention de la 4e classe peut être dressée. Si le gilet n'est pas disponible, cela peut faire l'objet d'une contravention de la 1re classe.
Cette obligation est valable depuis le 1er octobre 2008 et est étendue depuis le 1er janvier 2016 aux véhicules à deux ou trois roues à moteur et aux quadricycles à moteur non carrossés. La loi ne parlant que du conducteur il n'est pas obligatoire d'avoir un gilet par passager.
En 2019, la région Pays de la Loire distribue 140 000 gilets de haute visibilité aux lycéens.
Depuis 2019, en France, dans certains cas, tout conducteur d'engin de déplacement personnel motorisé doit :
- Etre coiffé d'un casque conforme à la réglementation relative aux équipements de protection individuelle, qui doit être attaché ;
- Porter, soit un gilet de haute visibilité conforme à la réglementation, soit un équipement rétro-réfléchissant dont les caractéristiques sont fixées par arrêté du ministre chargé de la sécurité routière ;
- Porter sur lui un dispositif d'éclairage complémentaire non éblouissant et non clignotant dont les caractéristiques sont fixées par arrêté du ministre chargé de la sécurité routière ;
- Circuler, de jour comme de nuit, avec les feux de position de son engin allumés[19],[20].

### Italie
Depuis le 1er avril 2004 aucun automobiliste ne peut descendre du véhicule immobilisé sur la chaussée ou ses abords à la suite d’un arrêt d’urgence sans porter sur soi ce gilet. Au-delà de ce cas le conducteur qui ne dispose pas de ce gilet à portée de main en circulation, n'est pas punissable.

### Luxembourg
Au Luxembourg, le port du gilet est obligatoire dès que le conducteur quitte son véhicule et se trouve sur la chaussée ou sur le bas-côté, en dehors des agglomérations.

### République tchèque
Depuis le 1er janvier 2005, tout automobiliste doit avoir dans sa voiture :
- 1 veste de sécurité à haute visibilité, de couleur verte
- 1 kit de premier secours,
- 1 paire de lunettes de secours (pour ceux qui portent des lunettes de vue)
- 1 triangle de pré-signalisation,
- 1 boîte de lampes de secours.

### Royaume-Uni
Les équipements obligatoires dans une voiture au Royaume-Uni sont, :
- Triangle de signalisation
- Gilet fluorescent
- Kit de premiers secours
- Extincteur
- Feux de secours[Quoi ?]

## Fabricants
- T2S (France)
- SIOEN
- Delta Plus Group

## Utilisations atypiques

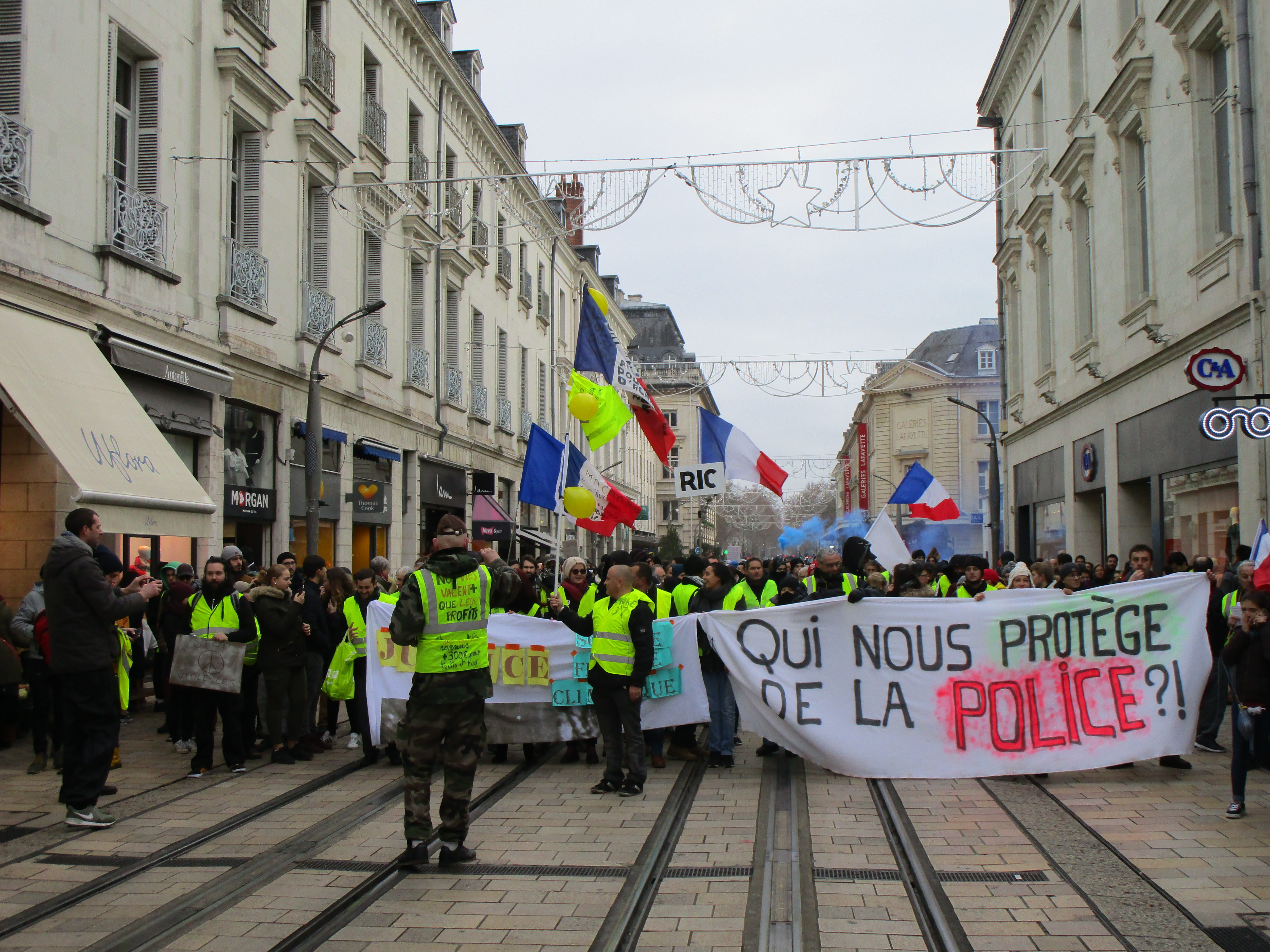
Gilets jaunes portés lors des manifestations appelées acte lors du mouvement des Gilets jaunes, ici en janvier 2019 à Tours.

Le gilet jaune est devenu le symbole d'un mouvement de protestation et y a donné son nom le « mouvement des Gilets jaunes », apparu en France et dans plusieurs autres pays en novembre 2018. Cependant, des mouvements contestataires utilisaient déjà cette symbolique par le passé, il existait déjà par exemple une "association des gilets jaunes" en 2013, présente lors d'un cortège à Paris contre la réforme des rythmes scolaires,.
Le gilet jaune fait l'objet d'une chanson Helmut Fritz intitulé Yellow Safety Jacket en 2009, peu après l'obligation légale d'en disposer d'un dans sa voiture en France.

### Sources
- PIC (Revue professionnelle) avril 2007